# Lucy Briceño
Lucinda Gioconda Briceño Riquelme (Valparaíso, Chile, 26 de enero de 1931), conocida como Lucy Briceño, es una cantante, bailarina, modista y cultora de la Música de la bohemia tradicional de Vaparaíso, siendo uno de sus máximos referentes. En 2017, el Estado de Chile la reconoció con la categoría Tesoro Humano Vivo por su contribución a la identidad cultural de Valparaíso.

## Infancia
Es hija de Manuel Briceño Silva, oriundo del Cerro Ramaditas de Valparaíso, y de Margarita Riquelme Madariaga, proveniente de Antofagasta. Tanto su padre como su madre fueron cantores, aunque Manuel lo hacía de manera más formal.

## Baile
Los primeros acercamientos de Lucy con el arte fue a través del baile, específicamente mediante la cueca, estilo que domina desde los ocho años de edad. En 1966, junto a Armando Hernández, ganó el primer lugar de un campeonato nacional de cueca que se llevó a cabo en el Casino de Viña del Mar. Este galardón le permitió viajar a diversos lugares de Chile, Perú y Argentina en compañía de destacados grupos folclóricos.

## Inicios como cantante
Cuando aún era veinteañera, Lucy fue transitando progresivamente hacia el canto. Solía demostrar esta faceta en reuniones con amigos, además de interpretar rancheras en el Rincón Mexicano de Valparaíso, lugar donde ganó un concurso de canto a inicios de la década de los 70. También se presentó en El Rancho Criollo, de la comuna de Viña del Mar.

## Agrupaciones musicales
La primera agrupación en la que participó fue Los Sureños, grupo conformado junto a Manuel Morales y Luis Brantes, el que se caracterizó por tener un repertorio de música mexicana, cuecas y tonadas. Desde la década de los 80, el grupo fue rearticulado con los músicos Raúl Olivares, Elías Zamora y Osvaldo Gajardo, denominándose como Lucy Briceño y Los Sureños.
Posteriormente, fundó el grupo Los Paleteados del Puerto, con quienes grabó los discos Alberto Rey y Los Paleteados del Puerto (1991) y Las cuecas electorales (1992). Desde el 2000, Lucy fue parte del grupo La Isla de la fantasía, con quienes grabó los discos Cuecas porteñas (2001), A cueca limpia (2006) y Memoria porteña (2009).

## Primer disco solista
Pese a su extensa trayectoria como cantora, no fue hasta octubre de 2021 cuando Lucy Briceño publicó su primer disco solista denominado Sigo enamorada de la música. El álbum reúne 12 canciones de distintos géneros como boleros, valses, tonadas y cuecas.

## Reconocimientos

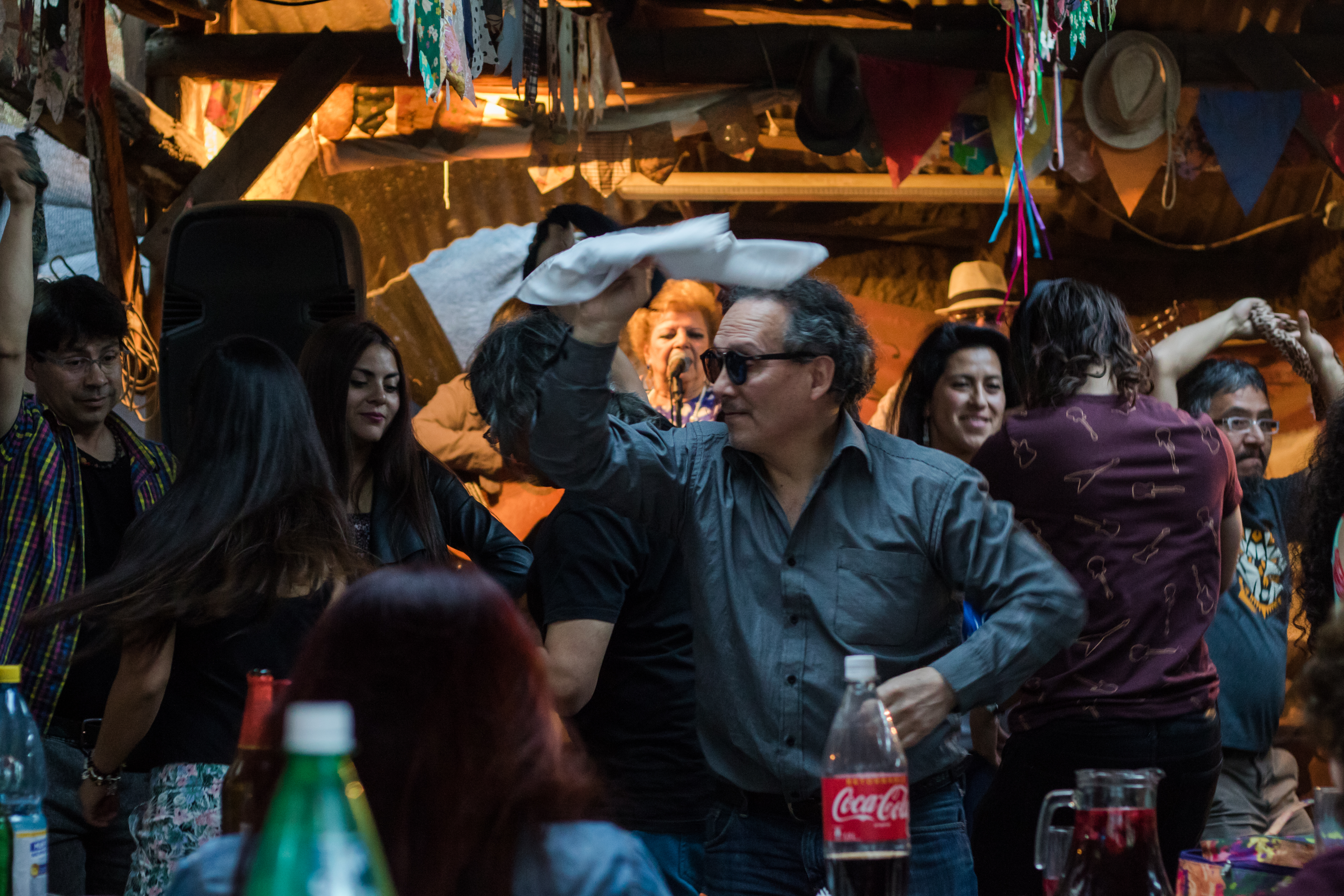
Lucy actuando en el centro cultural La Isla de la Fantasía, Valparaíso.

La Municipalidad de Valparaíso la nombró patrimonio vivo en el año 2012 por su rol de cultora de la música de la bohemia tradicional de Valparaíso.
El 4 de septiembre de 2015, la Municipalidad de Valparaíso y el Centro Cultural La Isla de la Fantasía, homenajearon a la artista en un espectáculo realizado en el Teatro Municipal de Valparaíso.
En 2017, Lucy Briceño fue reconocida como Tesoro Humano Vivo, título otorgado por el Ministerio de las Culturas, las Artes y el Patrimonio.
En 2021, la Municipalidad de Valparaíso le entregó el premio de Hija Ilustre de Valparaíso, distinción que destaca el aporte de actores a la promoción de las artes, derechos humanos, inclusión, valores democráticos y patrimonio material e inmaterial de la ciudad.